# Mutodites semistriatus
Mutodites semistriatus är en skalbaggsart som först beskrevs av Bruch 1933.  Mutodites semistriatus ingår i släktet Mutodites och familjen stumpbaggar. Inga underarter finns listade i Catalogue of Life.